# Huger Lee Foote
Huger Lee Foote (* 24. Januar 1856 in Macon, Mississippi; † 18. Juli 1915 in Foote, Mississippi) war ein US-amerikanischer Politiker.

## Leben
Foote wurde als Sohn von Hezekiah William Foote in Macon, Mississippi auf einer Plantage geboren. Zunächst Kaufmann wurde er sodann Sheriff im Sharkey County und war zuletzt Mitglied des Senats von Mississippi. Gleichzeitig verwaltete er die vier großen Plantagen seines Vaters im Staat Mississippi. Diese kamen später in seinen Besitz, jedoch musste er eine davon zum Ausgleich seiner Spielschulden verkaufen.
Foote war ab ca. 1884 mit Kate Shelby verheiratet; sie hatten drei Kinder. Sein Leben floss unter dem Namen Hugh Bartin in das Buch „Tournament“ seines Enkels Shelby Foote ein, der ein bekannter Historiker zur Thematik des Amerikanischen Bürgerkrieges war.